# Стадіон біля Ніси
Стадіон біля Ніси (чеськ. Stadion U Nisy) — футбольний стадіон у Ліберці, Чехія, домашня арена ФК «Слован».
Стадіон побудований 1933 року та відкритий у 1934 році. У 1995–2001 роках розширений, у 2002 та 2004 роках — реконструйований. Потужність становить 9 900 глядачів.